# Bandera del Kiwi Láser
La bandera del Kiwi Láser (en inglés: Laser Kiwi Flag), originalmente titulada como Fire the Lazar (en español: Dispara el láser) fue diseñada en 2015 por Lucy Gray como propuesta para ser la bandera de Nueva Zelanda en los referéndums sobre la bandera de Nueva Zelanda de 2015-2016. Desde entonces se ha convertido en un fenómeno social que genera interés constante.

## Historia
La bandera del Kiwi Láser fue creada por Lucy Gray como proposición para ser la nueva bandera de Nueva Zelanda. Durante los referéndums sobre la bandera de Nueva Zelanda de 2015-2016, la bandera del Kiwi Láser se convirtió en un fenómeno en las redes sociales, se utilizó en comedia de sketches para discutir el referéndum neozelandés, fue referenciada por comediantes como John Oliver. La bandera representa un helecho de Nueva Zelanda y un kiwi que dispara un láser verde a través de sus ojos. La descripción de la bandera decía que «el láser proyecta una imagen poderosa de Nueva Zelanda. Creo que mi diseño es tan potente que no necesita ser comentado». Hubo comediantes que bromearon diciendo que, si la bandera acabase siendo la bandera oficial de Nueva Zelanda, causaría «miedo» en los enemigos de Nueva Zelanda.
Después del referéndum, la popularidad de la bandera resurgió, ya que se volvió disponible como un producto de consumo. A menudo se puede ver esta bandera en deportes y conciertos dentro y fuera de Nueva Zelanda.